# Ferdinand Hiller
Ferdinand (von) Hiller (Frankfurt am Main, 24 oktober 1811 – Keulen, 11 mei 1885) was een Duits pianist, componist, dirigent, muziekpedagoog en schrijver.

## Levensloop
Hiller, geen familie van Friedrich Adam Hiller en Johann Adam Hiller, was de zoon van Justus Isaac Hildesheim, een rijke textielkoopman, die zijn achternaam eind 18e eeuw veranderde in Hiller om zijn Joodse afkomst te verbloemen, en Regine Sichel.
Hiller studeerde in Frankfurt piano bij Aloys Schmitt, viool bij Jörg Hofmann en harmonie en contrapunt bij Georg Jacob Vollweiler.
Op 10-jarige leeftijd speelde hij al een pianoconcert van Mozart in het openbaar en op twaalfjarige leeftijd schreef hij al zijn eerste composities.
In 1825 ging hij studeren bij Johann Nepomuk Hummel, oud-leerling van Mozart, in Weimar. Hummel was heel streng voor hem en nam hem in 1827 mee naar Wenen waar ze samen Beethoven bezochten, kort voor diens overlijden en een uitvoering van Schuberts Winterreise bijwoonden door de bariton Johann Michael Vogl met Schubert zelf aan de piano. In Wenen publiceerde Hiller zijn eerste werk, een pianokwartet.
In 1828 vestigde Hiller zich in Parijs waar hij bevriend raakte met de allergrootste musici van zijn tijd; Cherubini, Rejcha, Chopin (die zijn drie nocturnes aan hem opdroeg), Liszt, Rossini, Meyerbeer, Berlioz, Alkan en nog vele anderen.
Hij maakte naam als Bach- en Beethovenvertolker en gaf korte tijd les aan het Institut de Musique van Choron.
Hiller keerde in 1835 terug naar zijn geboortestad waar hij in 1836 artistiek leider werd van het Caecilienverein. Vanuit Keulen ondernam hij voortdurend lange reizen naar Italië en Duitsland. In Italië bezorgde Rossini hem het libretto voor de opera Romilda, die in 1839, zonder succes, werd opgevoerd in de Scala van Milaan. Zijn volgende project, de opera Die Zerstörung Jeruzalems, kreeg wel veel waardering. De opera werd opgevoerd in 1840 te Leipzig en stond dit keer onder leiding van Hiller zelf.
Ook als dirigent kreeg Hiller vanaf dat ogenblik een grote naam: hij kreeg aanstellingen aangeboden in Leipzig, Dresden, Düsseldorf en Keulen.
In 1841 vertrok hij voor een korte tijd naar Rome om de oude Italiaanse kerkmuziek te bestuderen. Teruggekeerd naar Duitsland in 1842 nam hij in 1843 en 1844 de algehele leiding van de Gwandhauskonzerte met het Gewandhausorchester over van zijn vriend Felix Mendelssohn. In Dresden startte Hiller een serie abonnementsconcerten op. Hij werd stedelijk kapelmeester in Düsseldorf in 1847 en in Keulen in 1850.
In Keulen had hij ook een groot aandeel in de oprichting en de organisatie van het conservatorium aldaar. Het werd onder zijn leiding een van de vermaardste in Duitsland.
In Keulen kwam het veelzijdige talent van Hiller volledig tot ontplooiing: Hij bleek behalve een groot pianist en dirigent ook een begenadigd pedagoog (zijn bekendste leerlingen zijn Max Bruch en Engelbert Humperdinck), een groot zakelijk én artistiek leider en een voortreffelijk schrijver over muziek te zijn.
Hij werd verheven in de adelstand en mocht ‘von’ tussen zijn voor- en achternaam gebruiken.
In 1851 leidde hij de Italiaanse opera in Parijs. Lange concertreizen naar Engeland, Rusland en Oostenrijk ondernam hij als pianist, componist en dirigent.
In 1868 verleende de universiteit van Bonn hem een eredoctoraat.
Als componist heeft Hiller voornamelijk onder invloed gestaan van Mendelssohn en Schumann (die zijn pianoconcert aan hem heeft opgedragen). Hiller is op zijn best in de kleinere vormen, waarin hij door fijne smaak, gratie en geestige vondsten weet te boeien.

## Schrijver over muziek
Naast zo’n 200 composities schreef hij verschillende boeken en opstellen over muziek.
Hij begon zijn activiteit als schrijver door zijn columns in de Kölnische Zeitung te bundelen en uit te geven onder de titel:
- 1864 - Die Musik und das Publikum
- 1871 - L. van Beethoven
- 1868 en 1871 - Aus dem Tonleben unsrer Zeit (2 delen)

Zijn belangrijkste opstellen over muziek zijn:
- 1874 – Felix Mendelessohn-Bartholdy. Briefe und Erinnerungen
- 1875 - Musikalisches und Persönliches
- 1876 - Briefe von M. Hauptmann an Spohr und Andere
- 1877 – Briefe an eine Ungenannte
- 1880 – Künstlerleben
- 1881 – Wie hören wie Musik
- 1883 – Goethes musikalisches Leben
- 1884 - Erinnerungsblätter

Hiller gaf ook vaak lezingen met muziekhistorische thema’s als onderwerp in Wenen en in Keulen. Zijn Übungen zum Studium der Harmonie und des Kontrapunkts uit 1860 kreeg in 1897 de 16e druk.

## Werken
Zijn 200 composities omvatten:
- 6 opera’s,
- orkestwerken waaronder 3 pianoconcerten, 3 symfonieën, een vioolconcert en 7 ouvertures,
- cantates,
- 2 oratoriums (Die Zerstörung Jeruzalems uit 1840 en Sauluit 1853)
- psalmen,
- motetten,
- werken voor mannenkoor, vrouwenkoor, gemengd koor,
- ruim 100 liederen,
- 30 duetten,
- kamermuziek (waaronder kwartetten, trio’s en strijkkwartetten)
- pianomuziek (sonates, suites, rêveries, capriccio’s, impromptu’s, rondo’s, walsen, variaties, etudes en een viool- en cellosonate)